# Anandavardhana
Anandavardhana a fost un filosof indian din provincia Kashmir.
1. 1 2  Anandavardhana, Internet Philosophy Ontology project, accesat în 9 octombrie 2017
2. ↑  IdRef, accesat în 17 martie 2020